# Solpuguna alcicornis
Solpuguna alcicornis är en spindeldjursart som först beskrevs av Kraepelin 1914.  Solpuguna alcicornis ingår i släktet Solpuguna och familjen Solpugidae. Inga underarter finns listade i Catalogue of Life.